# Exhyalanthrax vicinalis
Exhyalanthrax vicinalis är en tvåvingeart som först beskrevs av Hesse 1956.  Exhyalanthrax vicinalis ingår i släktet Exhyalanthrax och familjen svävflugor. Inga underarter finns listade i Catalogue of Life.